# Большая Кугульта
Большая Кугульта (Большая Кугульча) — река в России, протекает в Ставропольском крае.

## География и гидрология
Устье реки находится в 243 км по правому берегу реки Егорлык. Длина реки составляет 112 км.
В реку впадают притоки, наиболее крупные из которых:
- река Берестовка — правый
- река Шангала — правый.

## Данные водного реестра
По данным государственного водного реестра России относится к Донскому бассейновому округу, водохозяйственный участок реки — Егорлык от Новотроицкого гидроузла и до устья, речной подбассейн реки — бассейн притоков Дона ниже впадения Северского Донца. Речной бассейн реки — Дон (российская часть бассейна).
Код объекта в государственном водном реестре — 05010500612107000016980.

## Населённые пункты от истока к устью
- Мартыновка
- Золотарёвка
- Софиевка
- Софиевский Городок
- Подлесное

Также на реке стоял хутор Большая Кугульта, снятый с учёта 06.07.1970 Решением Ставропольского краевого совета № 490-г от 06.07.1970.